# Frattura (meccanica)
La frattura (o rottura) in meccanica è un fenomeno che si presenta a causa delle sollecitazioni agenti sul materiale e consiste, a livello macroscopico, nella disgregazione del materiale stesso (o oggetto) in frammenti minori.
Tale fenomeno è caratterizzato dalla disgregazione dei legami chimici che tengono uniti e coesi gli atomi costituenti il materiale; tali legami vengono rotti per effetto di un'energia esterna fornita per esempio da una sollecitazione esterna troppo intensa.
In ciascun materiale, si distinguono diversi tipi di frattura: fragile, duttile, di fatica, per creep e così via, tutti fenomeni derivanti appunto dalla rottura più o meno immediata dei legami interatomici del materiale.
La frattura può avvenire anche con basse sollecitazioni agenti sia come frattura fragile sia come collasso per fatica. La frattura può propagarsi lungo il bordo dei grani (cristalli di metallo) che compongono il materiale fratturato (frattura intergranulare) o attraverso una frattura entro i grani stessi (frattura transgranulare).

## Meccanismi di frattura

Tipi di frattura per un provino cilindrico sottoposto a trazione:
(a) Frattura fragile
(b) Frattura duttile con "necking" localizzato
(c) Frattura completamente duttile

Generalmente si distinguono due tipi di frattura:
- Duttile: il materiale sottoposto allo sforzo prima di arrivare a rottura si deforma sensibilmente nel campo plastico, assorbendo quindi parte dell'energia come energia di plasticizzazione;
- Fragile: il materiale sottoposto allo sforzo non subisce (almeno macroscopicamente) deformazione plastica e si frattura in campo elastico.

### Nei metalli
Nei metalli e nelle leghe, a livello microscopico, i più comuni meccanismi di frattura sono tre: frattura duttile, frattura fragile per clivaggio e frattura fragile intergranulare.

#### Frattura duttile
Un materiale metallico soggetto a frattura duttile presenta, macroscopicamente, sulle superfici di frattura un aspetto fibroso. Questo aspetto è dovuto alla presenza sulle superfici di micro-cavità chiamate dimples.
Usualmente, gli stadi che si osservano nella frattura duttile sono:
- Nucleazione di microvuoti in corrispondenza di particelle di seconda fase (nel caso materiali metallici per uso tecnico) dovuta alla decoesione o alla rottura della particella. Nel caso di metalli puri la nucleazione può essere dovuta alla presenza di difetti locali;
- Accrescimento dei microvuoti attorno alla particella per deformazione plastica della matrice;
- Coalescenza dei microvuoti adiacenti e successiva frattura.

Nel caso di materiali metallici per uso tecnico, a causa della loro elevata resistenza, la fase di coalescenza dei microvuoti può non avvenire. Il congiungimento delle cavità ha luogo per il cedimento lungo bande di taglio, indebolite dalla presenza delle microcavità.

#### Frattura fragile per clivaggio (di schianto)
La frattura per clivaggio (o "frattura di schianto") è caratterizzata da una brusca rottura del materiale, causata da una impossibilità di quest'ultimo di deformarsi plasticamente.
I materiali metallici, alle temperature di impiego comuni, difficilmente vanno incontro a frattura per clivaggio. Le condizioni che possono causare questo tipo di frattura sono le basse temperature, un alto grado di triassialità delle tensioni ed elevate velocità di applicazione della sollecitazione.
In generale la frattura per clivaggio è transgranulare e si propaga lungo i piani atomici a più bassa densità atomica, caratteristici del tipo di reticolo cristallino. Per i reticoli cubici a corpo centrato il suddetto piano è l'100 mentre per gli esagonali compatti è lo 0001.
All'inizio della frattura all'interno dello stesso grano possono crearsi più piani di frattura paralleli che tendono successivamente a confluire in un unico piano. Ciò crea i cosiddetti river patterns segni sulla superficie di frattura la cui direzione indica l'origine della frattura; la superficie di frattura risulta quindi composta da "faccette" lisce separate appunto dai river patterns.
Nelle leghe polifasiche, la complessità della microstruttura fa sì che la frattura pur essendo transgranulare non avvenga su un unico tipo di piano cristallino, creando quindi faccette meno lisce e definite.

#### Frattura fragile intergranulare
La frattura intergranulare avviene per decoesione dei grani cristallini a livello del bordo grano. Essa è associata ad una bassa tenacità a frattura del materiale e quindi una elevata fragilità. Le superfici di frattura si presentano sfaccettate e brillanti.
La frattura intergranulare avviene quando i bordi grano, solitamente più resistenti di grani stessi, sono indeboliti diventando inevitabilmente sede del cammino di frattura.
Le principali cause della debolezza del bordo grano sono le seguenti:
- precipitazione a bordo grano di fasi fragili;
- segregazione a bordo grano di elementi infragilenti;
- infragilimento del bordo grano da parte di ambienti aggressivi (es. idrogeno negli acciai);
- corrosione intergranulare.

##### Infragilimento da idrogeno
Negli acciai la penetrazione nella matrice ferrosa degli atomi di idrogeno è causa dell'infragilimento da idrogeno o EAC (Envirometal Assisted Cracking) che determina la frattura fragile dell'acciaio.
La sensibilità a questo fenomeno è tanto maggiore quanto maggiori sono le proprietà meccaniche del materiale.
Tale fenomeno si presenta ad esempio nelle condotte in acciaio interrate e condotte sottomarine dotate di protezione catodica.
Infatti in questo caso nella zona catodica dove normalmente vi è una maggiore concentrazione di idrogeno a causa di una sovraprotezione vi può essere la penetrazione di atomi idrogeno nell'acciaio.
Questa diffusione dipende anche dalla struttura microcristallina dell'acciaio.

## Cause
Le cause sono varie, comunque i metalli con reticolo cristallino cubico a facce centrate (cfc) (es. Al e acciai inossidabili austenitici) non presentano frattura fragile anche a basse temperature (70 K), invece i materiali con reticolo cubico a corpo centrato (ccc) (es. acciai ferritici) presentano una temperatura di transizione, al di sotto della quale il comportamento passa da duttile a fragile. Questa temperatura, oltre che dalla composizione di lega, è fortemente influenzata dai trattamenti termici subiti dall'acciaio nel corso della costruzione e può essere influenzata anche da fenomeni esterni come la corrosione intergranulare o l'irraggiamento neutronico che subiscono gli acciai costituenti il recipiente reattore in impianti nucleari.

## Sforzo alla frattura teorico
Se si analizza a livello atomico la frattura, si può ragionevolmente pensare che essa avvenga in corrispondenza della rottura dei legami interatomici. Affinché i legami atomici vengano rotti deve essere applicato una sforzo di trazione, almeno pari alla sforzo coesivo dei suddetti legami.
Si consideri un solo legame atomico con distanza di equilibrio {\displaystyle b_{0}} al quale viene applicata una forza {\displaystyle P} di trazione che tende ad aumentare la distanza interatomica {\displaystyle x}.
L'andamento della forza applicata in funzione dello spostamento interatomico può essere in prima approssimazione rappresentata da metà periodo di sinusoide (per semplicità consideriamo l'origine in {\displaystyle b_{0}})
{\displaystyle P=P_{c}\sin \left({\frac {\pi x}{\lambda }}\right)}
dove {\displaystyle P_{c}} è la forza di coesione (che corrisponde alla forza massima), e {\displaystyle \lambda } è una opportuna costante.
La rigidezza del legame, calcolata come la derivata in {\displaystyle x=b_{0}=0} della forza applicata è
{\displaystyle k={\frac {dP}{dx}}(0)={\frac {P_{c}\pi }{\lambda }}}
Moltiplicando entrambi i termini della precedente equazione per il numero di legami per unità di area e per la distanza interatomica {\displaystyle b_{0}} si ricava:
{\displaystyle E={\frac {\sigma _{c}b_{0}\pi }{\lambda }}}
che risolta per {\displaystyle \sigma _{c}} risulta:
{\displaystyle \sigma _{c}={\frac {E\lambda }{\pi b_{0}}}}
dove {\displaystyle \sigma _{c}} è lo sforzo di coesione e {\displaystyle E} è il modulo elastico a trazione del materiale.
Si può calcolare inoltre l'energia di superficie come metà dell'energia di frattura (poiché due sono le superfici che si formano),
{\displaystyle \gamma _{s}={\frac {1}{2}}\int _{0}^{\lambda }\sigma _{c}\sin \left({\frac {\pi x}{\lambda }}\right)dx={\frac {\sigma _{c}\lambda }{\pi }}}.
Combinando quest'ultima con l'espressione precedente di {\displaystyle \sigma _{c}} risulta
{\displaystyle \sigma _{c}={\sqrt {\frac {E\gamma _{s}}{b_{0}}}}}.
Perché avvenga la frattura lo sforzo applicato deve essere maggiore o uguale allo sforzo coesivo e, se si approssima ragionevolmente la costante {\displaystyle \lambda } a {\displaystyle b_{0}}, si nota che {\displaystyle \sigma _{c}=\sigma _{\text{frattura}}\approx {\frac {E}{\pi }}}. Ciò però non concorda con quanto trovato sperimentalmente, in quanto gli sforzi di frattura misurati sperimentalmente sono in valore due o tre ordini di grandezza minori del modulo elastico.
Ciò è dovuto all'effetto dell'intrinseca presenza di difetti nei materiali, che viene studiato dalla meccanica della frattura.